# Liste von Motorsägenherstellern

## Motorsägenhersteller (Verbrennungsmotor)

### Aktiv
- Active
  -  IBEA
- AL-KO
  -  Solo (Übernahme 2014)
- Emak
  -  Oleomac (Zusammenschluss)
  -  Efco (Zusammenschluss)
- Hitachi
- Husqvarna
  -  McCulloch (Von Husqvarna übernommen)
  -  Partner (Von Electrolux, dem damaligen Eigentümer von Husqvarna etwa 1977 übernommen)
  -  Poulan (Von Electrolux, dem damaligen Eigentümer von Husqvarna 1977 übernommen)
  -  PoulanPro (Von Electrolux, dem damaligen Eigentümer von Husqvarna etwa 1977 übernommen)
  -  Zenoah (Von Husqvarna übernommen, Marke in Asien noch aktiv)
- ICS
- Maruyama
- RYOBI
  -  Homelite
- Senix
- Stiga-Group (ehemals GGP-Gruppe)
  -  STIGA
  -  Alpina
- Stihl
- Yamabiko
  -  Echo
  -  Shindaiwa

### Ehemalig
- Companion
- Jonsered (Von Husqvarna übernommen)
- Pioneer (von Electrolux, dem damaligen Eigentümer von Husqvarna, etwa 1980 übernommen)
- Makita (Einstellung der Produktion von Benzin-Produkten am 2022-03-31)
  -  Dolmar (Übernahme 1991 durch Makita, Einstellung der Produktion von Benzin-Produkten am 2022-03-31)

## Motorsägenhersteller (Elektromotor)
- Einhell
- Scheppach
- Husqvarna
  -  McCulloch (Von Husqvarna übernommen)
- Makita
  -  Dolmar (Übernahme 2015)
- Oregon
- Senix
- STIGA
- Stihl
- WEKA

## Motorsägenhersteller (Batterieelektrisch)
- Altrad-Gruppe
  -  Atika
- Black & Decker
- Einhell
- Emak
  -  Oleomac (Zusammenschluss)
  -  Efco (Zusammenschluss)
- Husqvarna
  -  McCulloch (Von Husqvarna übernommen)
- Kärcher
- Makita
  -  Dolmar (Übernahme)
- Milwaukee Electric Tool Corporation
- RYOBI
- Sabo
- DeWalt
- Senix
- STIGA
- Stihl
- Yamabiko
  -  Echo

## Motorsägenhersteller (Pneumatisch)
- Spitznas
- Campagnola
- Sbaraglia

## Motorsägenhersteller (Hydraulik)
- Spitznas